# Totzeit (Teilchenmesstechnik)
Die Totzeit eines Teilchendetektors (ganz entsprechend auch bei Strahlungsdetektoren) ist eine Zeitspanne unmittelbar nach dem Nachweis eines Teilchens, während der der Detektor noch nicht wieder bereit ist, ein weiteres Teilchen nachzuweisen. Dadurch wird, falls zwei Teilchen kurz nacheinander eintreffen, das zweite nicht registriert.
Je nach Art des Detektors und der an ihn angeschlossenen elektronischen Apparatur kann die Totzeit von konstanter Größe sein oder aber von der Teilchenenergie, der Zählrate und/oder anderen Parametern abhängen. Außer dem Detektor selbst haben auch elektronische Komponenten wie z. B. Diskriminatoren, Pile-up rejectors und Vielkanalanalysatoren oder Koinzidenzschaltungen Totzeiten. Das Gesamt-Totzeitverhalten komplizierterer Detektorapparaturen kann dadurch unübersichtlich sein.
Bei vielen Messaufgaben lassen sich die Bedingungen so einrichten, dass der Zählverlust durch Totzeit vernachlässigbar klein bleibt oder sich durch eine annähernde rechnerische Korrektur genügend genau beheben lässt.

## Rechnerische Korrektur des Zählverlusts
Im Folgenden bedeutet {\displaystyle n} die gesuchte „wahre“ Rate (Anzahl pro Zeitspanne) der Detektionsereignisse, {\displaystyle m} die registrierte Rate und {\displaystyle \tau } die Totzeit. Angenommen wird, dass {\displaystyle n} (genauer: die Wahrscheinlichkeit für ein Detektionsereignis pro kurzem Zeitintervall {\displaystyle \mathrm {d} t}) über die Messdauer konstant bleibt und dass {\displaystyle \tau } konstant ist. Die Schwierigkeit bei dieser Korrekturmethode liegt meist darin, die Totzeit der Detektorapparatur genau zu ermitteln; dafür können aufwendige Messungen nötig sein.

### Zwei Typen von Totzeiten
Für Berechnungen des Zählverlusts werden zwei Typen von Totzeit unterschieden: die nicht verlängerbare und die verlängerbare Totzeit.
Nicht verlängerbare Totzeit bedeutet, dass ein Detektionsereignis, das während einer schon laufenden Totzeit eintritt, nichts bewirkt: es wird nicht registriert, ruft aber auch keine weitere Totzeit hervor, sondern Totzeiten entstehen nur durch die registrierten Ereignisse. Die während einer Messung registrierte Ereigniszahl multipliziert mit {\displaystyle \tau } ist dann die Zeit, während der die Apparatur insgesamt „tot“ war. Der Anteil der verlorenen Ereignisse muss dem Anteil dieser Gesamt-Totzeit an der Messdauer entsprechen. Daraus ergibt sich die Korrekturformel
{\displaystyle n={\frac {m}{1-m\tau }}\,.}
Verlängerbare Totzeit bedeutet dagegen, dass mit jedem Detektionsereignis, auch wenn es in eine schon laufende Totzeit fällt, eine neue vollständige Totzeit beginnt. Die Totzeiten können sich also überlappen. In diesem Fall muss zur Berechnung die Häufigkeitsverteilung der Zeitintervalle zwischen aufeinander folgenden Ereignissen berücksichtigt werden. Diese Intervallverteilung ist bekannt, weil die Ereignisse selbst eine Poisson-Verteilung bilden. Die entsprechende Gleichung ist
{\displaystyle m=n\cdot \mathrm {e} ^{-n\tau }\,.}
Hieraus muss {\displaystyle n} im Einzelfall mittels Iteration ausgehend von einem Schätzwert berechnet werden.
Bei einer extrem hohen Zählrate der wirklichen Ereignisse wird die registrierte Rate im erstgenannten Fall gleich dem Kehrwert der Totzeit. Im zweiten Fall wird die Apparatur durch eine hohe Ereignisrate dauerhaft gelähmt, die registrierte Rate wird gleich Null.
Nach Krieger ist das klassische Geiger-Müller-Zählrohr ein Beispiel für verlängerbare Totzeit. Allgemein sind die beiden Totzeittypen jedoch nur idealisierte Extremfälle; das Totzeitverhalten vieler wirklicher Zählapparaturen liegt dazwischen.

### Künstliche Totzeit
Manchmal wird in die Signalverarbeitungskette eine künstliche Totzeit eingebaut. Dies ist eine zusätzliche Verarbeitungsstufe mit fester, genau bekannter Totzeit, die länger gewählt wird als alle schon durch die anderen Komponenten gegebenen Totzeiten, so dass sie das Verhalten dominiert. Der Zählverlust wird dadurch zwar größer, aber genauer berechenbar.

## Direkte Mitmessung des Zählverlusts
Es ist auch möglich, den Zählverlust während der eigentlichen Messung mitzumessen. Dazu werden zusätzlich künstliche Impulse mit bekannter Rate eingespeist und deren Verluste beobachtet. Wenn es sich bei dem Experiment nicht um Impulse einheitlicher Höhe, sondern um Impulshöhen-Spektroskopie handelt, müssen die künstlichen Impulse zufallsweise auf die Spektrumsimpulse der verschiedenen Höhen folgen, und die Rate der Einspeisung muss ein gleichbleibender Bruchteil der Gesamtzählrate des Spektrums sein.

## Nutzung der Zeitintervall-Verteilung
Die oben genannte Intervallverteilung der Ereignisse wird wie die Zählrate durch Totzeiten verändert, denn kürzere Intervalle als die Totzeit kommen nicht vor. Aus der Messung zweier verschiedener Integrale der Intervallverteilung kann im Fall nicht verlängerbarer Totzeit direkt die wahre Ereignisrate bestimmt werden.

## Live Time bei Vielkanalanalysatoren
Der Digital-Analog-Konverter (ADC) eines Vielkanalanalysators hat je nach Typ eine relativ lange, von der Impulshöhe abhängige, aber nicht verlängerbare Totzeit. In vielen Anwendungen wie etwa Gammaspektrometern ist diese der bei weitem dominierende Beitrag. Deshalb bieten viele Geräte bei der Vorwahl der gewünschten Messdauer die Wahl zwischen True time und Live time an. Mit true time ist die reale Zeit gemeint, die vom Beginn bis zum Ende der Registrierung verstreicht. Live time bedeutet dagegen, dass die Messzeit-Uhr während jeder Totzeit des ADC angehalten wird; die Gesamtdauer der Messung verlängert sich dadurch um die Summe der aufgetretenen Totzeiten. Unter der Voraussetzung, dass die wahre Ereignisrate und das Impulshöhenspektrum sich während der Messdauer nicht merklich ändern, ergibt die Option live time einen automatischen Ausgleich des totzeitbedingten Zählverlustes.
Bei hoher Zählrate kann durch laufende Mitmessung des Verhältnisses live time/true time und Einfügen eines schnellen digitalen Prozessors, der die registrierten Ereignisse mit Gewichtsfaktoren versieht, der Totzeitverlust auch bei nicht konstanter Zählrate sofort während der Messung ausgeglichen werden.

## Gepulste Strahlung
Wenn die Teilchen oder Quanten den Detektor nicht mit gleichbleibender Rate, sondern gepulst, also mit regelmäßigen Unterbrechungen erreichen, hängt der totzeitbedingte Zählverlust vom Verhältnis der Totzeit zur Puls- und Pausendauer ab. Es sei {\displaystyle \tau } die Totzeit, {\displaystyle T_{1}} die Dauer des Strahlungspulses und {\displaystyle T_{0}} die Dauer der Pause zwischen den Pulsen. Die Wiederholungsfrequenz – beispielsweise vom Teilchenbeschleuniger bestimmt – ist also {\displaystyle f=1/(T_{1}+T_{0})}. Die Dauer {\displaystyle T_{1}} kann der des Beschleuniger-Makropulses entsprechen, aber auch länger sein, wenn z. B. verzögerte Emissionen oder Teilchenflugzeiten eine Rolle spielen.
Besonders interessant ist der Fall, dass die Totzeit länger als der Puls, aber kürzer als die Pause ist:
{\displaystyle T_{1}<\tau <T_{0}\,.}
Unter diesen Umständen wird aus jedem Strahlungspuls das erste und nur das erste Detektionsereignis registriert. Die mittlere wahre Ereigniszahl pro Puls {\displaystyle N} ergibt sich aus der mittleren registrierten Ereigniszahl pro Puls {\displaystyle M} – einer Zahl zwischen 0 und 1 – zu
{\displaystyle N=-\ln(1-M)\,.}
Die korrigierte Zählrate ist damit
{\displaystyle n=N\cdot f}.
Eine solche Kombination von {\displaystyle T_{1}}, {\displaystyle T_{0}} und {\displaystyle \tau } hat den wichtigen praktischen Vorteil, dass der Zählverlust nicht beeinflusst wird vom genauen Wert der Totzeit, ihrer eventuellen Veränderlichkeit, Verlängerungsverhalten usw. und auch nicht von der Form des Strahlungspulses; die manchmal in der Literatur zu findende Einschränkung auf rechteckige Strahlungspulse ist hier nicht notwendig. Der Strahlungspuls kann z. B. in die bei Hochfrequenzbeschleunigern unvermeidlichen Mikropulse unterteilt sein. Notwendig ist nur, dass (für den Makropuls) die obige Ungleichung eingehalten wird und dass keine Detektionsereignisse in den Pausen auftreten. Die letztere Bedingung lässt sich nötigenfalls erfüllen, indem in den Pausen die Signalkette vor der Komponente mit der bestimmenden Totzeit unterbrochen wird. Die Gültigkeit der Korrekturformel unter diesen Bedingungen wurde in einem Experiment mit künstlichen Totzeiten bei Zählverlusten bis zu 80 % auf 1 bis 2 % genau nachgewiesen. Ein vergleichbarer Nachweis wurde bei der Spektroskopie gepulster Röntgenstrahlung geführt.